# Szura
A Szura (oroszul: Сура) folyó Oroszország európai részének középső vidékén, a Volga második legnagyobb jobb oldali mellékfolyója.

## Földrajz
Hossza: 841 km, vízgyűjtő területe: 67 500 km². Évi közepes vízhozama a torkolattól 63 km-re 253 m³/s (1978 előtt, amíg a víztározó meg nem épült).
A Volgamenti-hátságon, az Uljanovszki terület nyugati határánál ered. A Penzai területen kezdetben nyugatra folyik, Szurszk városkától nagyívű kanyarulattal fokozatosan északra, Penza várostól északkeletre fordul. Az Inza-folyó torkolatától hosszú szakaszon Mordvinföld és az Uljanovszki terület határán folyik, majd Csuvasföld nyugati vidékére ér. Itt végig alapvetően északi irányba tart, nagyrészt Csuvasföld és a Nyizsnyij Novgorod-i terület határán folyik, végül Jadrin kikötőváros alatt északnyugatra fordul, majd egy rövid szakaszon Mariföld és a Nyizsnyij Novgorod-i terület határán haladva Vaszilszurszk városkánál ömlik a Volgán kialakított Csebokszári-víztározóba.
A folyó télen befagy, az olvadás március végén, áprilisban kezdődik. Nagyrészt (kb. 60%-ban) olvadékvizekkel táplálkozik, a felszín alatti vizeknek (25%) és az esővíznek (alig 15%) a folyó életében kisebb szerep jut. Tavaszi árvize van. A torkolattól eredetileg Jadrin városig, a víztározók megépítése óta azonban feljebb is hajózható.
Az Uljanovszki terület északnyugati határánál, a Szura és mellékfolyója, a Baris találkozásánál kiterjedt tájvédelmi körzet (zakaznyik) található. A kb. 22 000 hektáros, erdővel borított körzet a vadvédelem és a vadgazdálkodás szempontjából jelentős. 1995-ben Csuvasföld Alatiri járásában természetvédelmi területet (zapovednyik) alakítottak ki a Szura menti ártéri erdők és lápos-mocsaras élőhelyek megóvására. A terület tengerszint feletti közepes magassága 120–150 m.

## Mellékfolyók, víztározó
A Szurába összesen 86 kisebb-nagyobb mellékfolyó torkollik, közülük a legnagyobbak:
- jobbról az Inza, a Baris és a Bezdna;
- balról az Uza, az Alatir és a Pjana.

Penza fölött 10 km-rel, a torkolattól 629 km-re a Szurán duzzasztógát és nagy kiterjedésű víztározó épült. Vízterülete 110 km², közepes mélysége 5,1 m, legnagyobb mélysége 15 m.
Az 1978-ban átadott, 560 millió m³-es létesítmény az aszályos nyári időszakokban lehetővé teszi a folyó vízhozamának növelését, a megművelt földek öntözését. A víztározó legfontosabb célja Penza és a tőle 12 km-re fekvő zárt város, Zarecsnij (62 400 fő) vízellátásának biztosítása.

## Városok
A forrás felől a torkolat felé (zárójelben a lélekszám, 2005-ben):
- Perm félmilliós nagyváros (512 900 fő), a Permi terület közigazgatási és ipari központja.
- Alatir, Csuvasföld (42 700 fő)
- Sumerlja, Csuvasföld, néhány km-re a folyótól (35 200 fő)
- Jadrin, Csuvasföld (10 200 fő)